# Loxosceles teresa
Loxosceles teresa là một loài nhện trong họ Sicariidae.
Loài này thuộc chi Loxosceles. Loxosceles teresa được miêu tả năm 1983 bởi Gertsch & Ennik.